# ケツカッチン (お笑いコンビ)
ケツカッチンは、日本のお笑いコンビ。所属事務所は吉本興業（2024年1月以降は高山のみ所属）。2001年9月18日結成。
撮影用語の「ケツカッチン」と区別するため、正式なコンビ名には最後に漫画などにあるような「怒り（十字型）」を表すマークを付けているが、大概は省略されていたり、「-」や「#」で代用されたりしている。

## 来歴
和泉は清水圭とコンビ『清水圭・和泉修』を組んでいたが、コンビとしての活動は休止状態であった。しかしM-1グランプリ開催を知り、「もう一度漫才師として漫才をやりたい、M-1グランプリに出たい」という強い意欲に掻き立てられたことから圭の了承を得て正式に解散。その頃、相方だった河本栄得に先立たれ事実上ピン芸人で活動していた元『ベイブルース』の高山を和泉が誘い、現在のコンビを結成。ただしM-1グランプリには2001年（当時のコンビ名は『修・高山』）と2008年の二度しか出場していない。なお、2001年では3回戦進出に終わったが、2008年は準決勝まで進んでおり敗者復活戦にも出場した。
2015年、M-1グランプリへ三度目のエントリー。3回戦進出。
2024年1月、和泉が吉本興業を退社したため、高山のみが同事務所所属となっている。

## メンバー
- 和泉 修（いずみ しゅう、本名:釘田 修吉〈くぎた しゅうきち〉1962年6月14日 -）
  - 血液型AB型。大阪府阪南市出身。

- 高山 トモヒロ（本名:高山 知浩〈たかやま ともひろ〉1968年7月10日 -）
  - 血液型A型。大阪府大阪市出身。

共にかつてのツッコミ同士で結成された。漫才では場面に応じて双方がボケ、ツッコミを担当する。

## 出演番組
テレビ
- よしもと興業京都支社（2000年 - 2003年、KBS京都）
- B-tops（読売テレビ）

ラジオ
- ケツカッチンのラジオ七福神（KBS滋賀）

## ライブ
- ケツカッチンが火をつける（2012年3月18日、シアターセブン）